# Mon (India)
Mon is een dorp in het district Mon van de Indiase staat Nagaland. 

## Demografie
Volgens de Indiase volkstelling van 2001 wonen er 16.119 mensen in Mon, waarvan 54% mannelijk en 46% vrouwelijk is. De plaats heeft een alfabetiseringsgraad van 71%. 